# Gare de Questembert
La gare de Questembert est une gare ferroviaire française de la ligne de Savenay à Landerneau, située au lieu-dit Bel-Air, à trois kilomètres du centre-ville de Questembert, dans le département du Morbihan en région Bretagne.
Elle est mise en service en 1862 par la compagnie du chemin de fer de Paris à Orléans (PO). C'est une gare de la Société nationale des chemins de fer français (SNCF), desservie par des trains TER Bretagne.

## Situation ferroviaire
Établie à 100 m d'altitude, la gare de Questembert est située au point kilométrique (PK) 540,326 de la ligne de Savenay à Landerneau, entre les gares ouvertes de Malansac et de Vannes. Les gares de La Vraie-Croix et d'Elven, aujourd'hui fermées, sont situées entre Vannes et Questembert. Ancienne gare de bifurcation, elle était l'origine de la ligne de Questembert à Ploërmel, fermée et devenue Voie verte. Le départ de cet embranchement est toujours existant il reste environ 100 mètres de voie ferrée électrifiée utilisée en « voie de tiroir ».

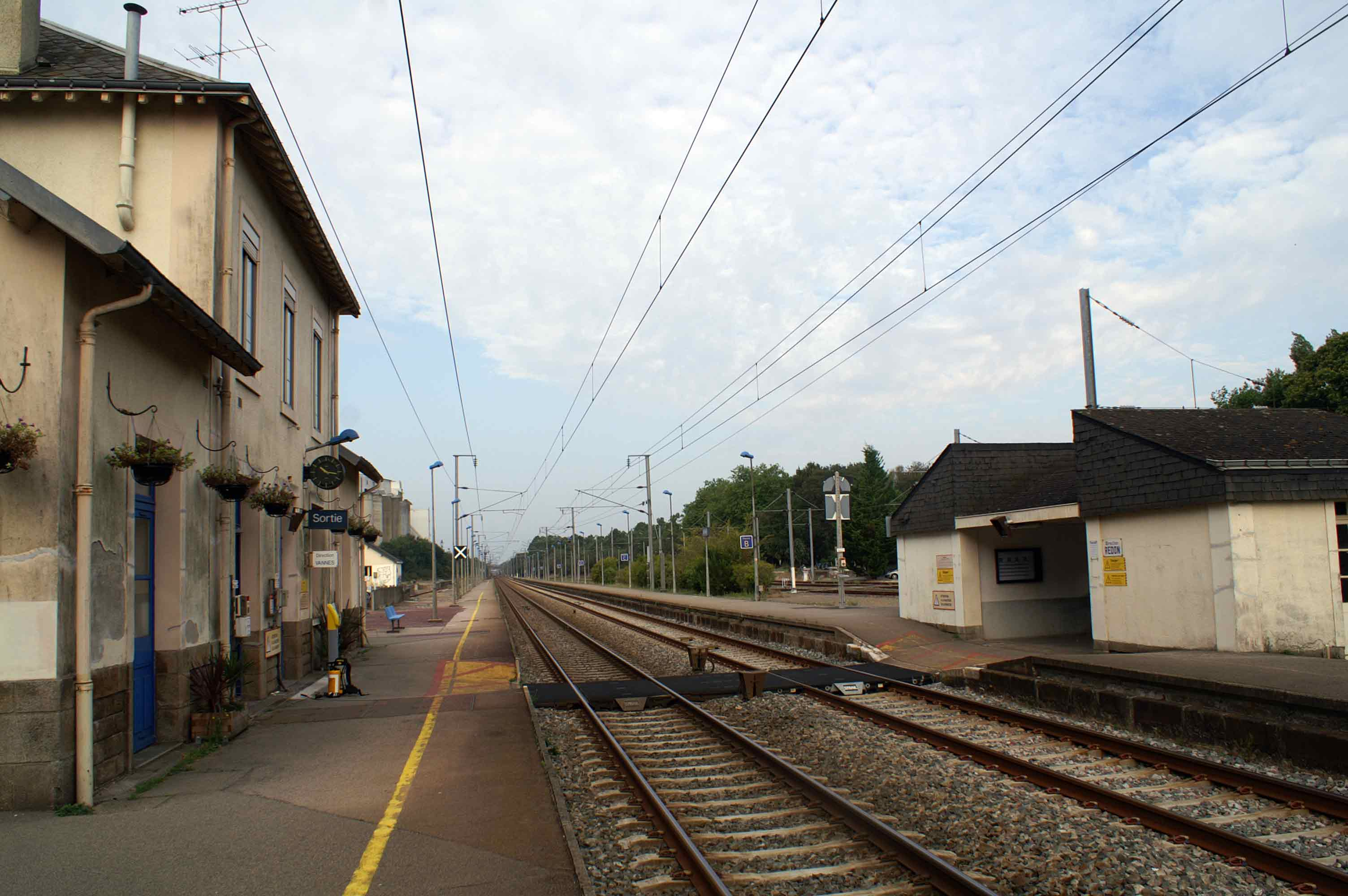
Voies et quais de la gare en 2009.

## Histoire
La gare de Questembert est mise en service à l'occasion de l'ouverture de la ligne de Rennes à Redon et du tronçon, à voie unique, jusqu'à Lorient de la ligne de Savenay à Landerneau, le 26 septembre 1862. Le nœud ferroviaire de Redon permet la desserte de la Bretagne sud par des trains en provenance de Paris. En septembre 1863 la ligne est prolongée jusqu'à Quimper. La deuxième voie est ouverte par tronçons, en 1888 entre Redon et Vannes, en 1900 entre Vannes et Lorient puis Lorient et Quimper. En 1934 les express partent de la gare Montparnasse au lieu de la gare d'Orsay et c'est en 1991 et 1992 que la ligne est électrifiée de Rennes à Quimper.
Dès 1862, les députés bretons font le souhait d'une ligne de Vannes à Dinan via Ploërmel, les déclarations d'utilité publique ont lieu le 31 décembre 1875 pour le premier tronçon de Questembert à Ploërmel, et le 13 juin 1878 pour un deuxième tronçon de Ploërmel à Mauron. La Compagnie du chemin de fer de Paris à Orléans (PO) obtient la concession des 33 km de Questembert à Ploërmel, elle inaugure la ligne le 27 juin 1881, la ligne débute en gare de Questembert, sur la ligne de Savenay à Landerneau, puis elle se détache par un embranchement pour traverser le vallon d'Arz. Cette section dessert les gares de Pleucadeuc, Malestroit, Roc-Saint-André-La-Chapelle et Ploërmel. Le deuxième tronçon de Ploërmel à Mauron, est concédé à la Compagnie des chemins de fer de l'Ouest, qui l'inaugure le 6 avril 1884, la section dessert : la Loyat, Néant-sur-Yvel, Mauron, Gaël, Saint-Méen-le-Grand et La Brohinière, avant sa fermeture dans les années 1990. Son profil est maintenant utilisée pour une voie verte.
En 1912, la Compagnie du PO fournit au Conseil général un tableau des « recettes au départ » de ses gares du département, la gare de Questembert totalise 97 771 francs, ce qui la situe à la 8e place sur les 30 gares ou stations.
En 1989, le passage à niveau de la gare a été remplacé par un passage routier souterrain.
En 2010, dans le cadre du programme Bretagne grande vitesse, Réseau ferré de France (RFF) a construit un souterrain pour sécuriser le passage des voies par les voyageurs.

## Service des voyageurs

### Accueil
Gare SNCF, elle dispose d'un bâtiment voyageurs, avec guichet, ouvert tous les jours. Elle est équipée d'automates pour l'achat de titres de transport.
Un souterrain permet le passage d'un quai à l'autre.

### Desserte
Questembert est desservie par des trains TER Bretagne qui effectuent des missions entre les gares : de Rennes, ou Nantes, et Quimper via Vannes et Lorient.

### Intermodalité
Un parking pour les véhicules y est aménagé. Elle est desservie par des cars de la ligne 9 du réseau BreizhGo.

## Gare marchandises
La gare a un trafic de fret avec des céréales pour l'usine Guyomarch et diverses autres marchandises, notamment des produits de la métallurgie et du bois.